# Joel Sallius
Joel Sallius, född 1901 i Eslöv, död 1988 i Eslöv, var en svensk lärare, politiker och lokalhistoriker.
Joel Sallius var son till expeditören på tidningen Arbetet Per Jönsson och Betty Jönsson. Han var ledamot i Eslövs stadsfullmäktige 1931-66 och dess ordförande 1942-66. Han var ledamot i Eslövs drätselkammare 1935-58, dess vice ordförande 1936-47 samt ordförande 1947-58. Han var ordförande i Eslövs arbetarekommun 1934-40 och aktiv i IOGT-logen Kronan i Eslöv.
I Eslöv finns Joel Sallius park, framför Medborgarhuset, samt Salliusgymnasiet vid Östergatan, både namngivna efter Joel Sallius. Han var gift med Judith Sallius. Han är begraven på Eslövs kyrkogård.